# Daouda Diakité (1983)
Daouda Diakité (Ouagadougou, 30 marzo 1983) è un ex calciatore burkinabé, di ruolo portiere.

## Carriera

### Nazionale
Ha partecipato ai Mondiali Under-20 del 2003 ed a tre edizioni della Coppa d'Africa (2010, 2012 e 2013).

## Palmarès

### Club

#### Competizioni nazionali
- Coupe du Faso: 1

Étoile Ouagadougou: 2003